# Торлейф Шельдеруп-Еббе
Торлейф Шельдеруп-Еббе (норв. Thorleif Schjelderup-Ebbe) (12 листопада 1894 Осло — 8 червня 1976 Осло) — норвезький зоолог і порівняльний психолог. Торлейф Шельдеруп-Еббе описав ієрархію курей у своїй докторській дисертації 1921 році. Робота в його дисертації частково базувалась на спостереженнях власних курей, які він записуав з 10 денного віку.
З вивченням ієрархії домінування у курей та інших птахів, він дійшов до висновку, що у цих птахів був створений порядок, в якому окремим особинам дозволялось дістатися до їжі, тоді як іншим доведилось чекати своєї черги.

## Особисте життя
Він був сином скульпторів Акселя Еббе Еміль (1868-1941) і Менгу Скелдеруп (1871-1945). Був одружений, мав сина, який став музикознавцем, композитором, музичним критиком та біографом.